# Juan Carlos Hernández Nava
Juan Carlos Hernández Nava es un destacado director, actor y productor de cine y televisión.

## Biografía
Juan Carlos Hernández nació en Toluca, México. Después de terminar su bachillerato en 1986, comenzó su carrera profesional en el campo de la producción de televisión creando su propia compañía de Producciones "Producciones Herpiv". Esta empresa se dedicaba a hacer spots publicitarios, infomerciales, vídeos corporativos, y otros programas de televisión independientes para TV Mexiquense, el canal de televisión en su ciudad natal.
En 1995 emigró a los Estados Unidos a la ciudad de San Antonio, Texas, estableciéndose con la misma compañía productora con los servicios a empresas, instituciones, corporaciones sin fines de lucro, y estaciones locales de televisión.
En 1998 fue acreditado como corresponsal internacional de noticias para Televisión Azteca México, reportando a cuadro cada evento de interés internacional a México.

## Filmografía: Producción y Dirección
Su trabajo constante en el campo de la producción le dio amplia experiencia y conocimiento, frente y detrás de cámara. Algunas de sus producciones incluyen:
- 1998 – Producción y dirección de la serie de televisión "Liberación" en el Canal 23 en San Antonio, Texas.
- 1999 – Producción y dirección la serie de televisión "Jubilee Alive" en el Canal 23 en San Antonio, Texas.
- 2000 – Producción y dirección del documental "El Manual".
- 2001 – Producción y dirección de la serie de televisión "El Manual" en el Canal 60 de Telemundo en San Antonio, Texas.
- 2002 – Producción y dirección del documental "Una Nación Bendecida".
- 2005 – Producción y dirección "The Reporter", una película de largo metraje.
- 2006 – Producción y dirección del programa de televisión "Mi Viejo San Antonio".
- 2007 – Producción y dirección del programa de televisión "Soluciones" en Azteca América, Canal 31.
- 2008 – Producción y dirección de "SECUESTRADA", una película de largometraje.
- 2011 – Producción y dirección de "PATRICIA" la última película que se estrenara nacionalmente el 30 de noviembre de 2012.

### Inicio de Empresas
- 2004 – Fue el pionero de Azteca América para establecer la estación local en San Antonio, Texas, Canal 31.
- 2006 – Juan Carlos Hernández constituyó la sociedad con Tatiana Smithhart iniciando una nueva empresa con el nombre de "Eagle Eye Productions". La nueva compañía despegó con valentía y empezó a producir programas de televisión, documentales, series de televisión.[1]
- 2011 – En el 2011 Juan Carlos Hernández Nava junto con la actriz Tatiana Smithhart iniciaron la escuela de actuación; Eagle Eye Art Academy. Eagle Eye Art Academy está estructurada con la mission de prepararar a los estudiantes para carreras en cine y espectáculo. Actualmente Juan Carlos Hernández Nava se destaca Presidente y CEO.[3][4]
- 2016 – Se programa la expansión de las escuelas de actuación en ciudades estratégicas de los Estados Unidos.  Ofreciendo así otras opciones de más fácil acceso para los interesados.
- 2017 – En agosto del 2017 se inaugura en Houston, TX. la segunda escuela de actuación.

- 2018 – En julio del 2018 Eagle Eye Art Academy abre sus puertas en Miami, Fl.; siendo la tercera escuela en el país.

## Entrevistas
- EEAA- Juan Carlos Hernández Nava
- EEAA - Noticias
- Juan Carlos Hernández Nava - Historia